# Erik Burman
Hjalmar Erik Wilheim Burman (6 dicembre 1897 – 31 marzo 1985) è stato un hockeista su ghiaccio e giocatore di bandy svedese, soprannominato Jerka e Burre.

## Biografia
Burman giocava nelle squadre di hockey su ghiaccio e di bandy della polisportiva di Stoccolma IK Göta.
L'hockey su ghiaccio era la sua disciplina principale. Con l'IK Göta vinse tre campionati svedesi di hockey (1923, 1929, 1930), a cui va aggiunto un titolo con la squadra di bandy (1929).
Oltre che in patria, Burman giocò in Germania, con il Berliner OSC, nei Paesi Bassi con l'Antwerp CP, e - per un breve periodo - negli Stati Uniti con i Minnesota Street Runners.
Tornato in patria continuò a giocare con l'IK Göta fino alla stagione 1940-41. Il 26 novembre 1940 mise a segno una rete in una gara di campionato contro l'IK Sture: con i suoi 42 anni, 11 mesi e 20 giorni divenne il giocatore più anziano ad aver mai segnato nella massima serie svedese.

### Nazionale
Burman fece parte della prima nazionale di hockey su ghiaccio della Svezia, che esordì alle Olimpiadi di Anversa 1920. E fu proprio lui a segnare il primo gol nella storia delle Tri Kronen, nella vittoria per 8-0 contro
il Belgio. La Svezia si classificò quarta.
Partecipò anche ai successivi I Giochi olimpici invernali a Chamonix nel 1924, dove la squadra si confermò ai piedi del podio.
Vinse anche due titoli europei: nel 1921 in casa (segnò tre delle sette reti della gara unica contro la Cecoslovacchia) e nel 1923 in Belgio (dove invece non segnò). A questi si aggiunge l'argento del 1922 (con tre reti in due gare).